# Pietro I Orseolo
Pietro I Orseolo (Udine, 928 - Prades, 10 januari 987) was een Italiaans heilige die wordt vereerd in de Rooms-Katholieke Kerk. Hij was tussen 976 en 978 doge van Venetië.

## Biografie
Pietro I Orseolo werd nabij Udine geboren in een van de machtigste families van de republiek Venetië. Op 20-jarige leeftijd werd hij tot commandant van de Venetiaanse vloot benoemd. Hij wist zich in deze periode te onderscheiden als militair in de campagnes tegende Dalmatische piraten.
In 976 werd de doge Pietro IV Candiano tijdens een opstand gedood. Volgens Petrus Damiani leidde Pietro Orseolo de opstand tegen Candiano, maar daar is echter nooit hard bewijs voor gevonden. Pietro Orseolo volgde de gedode doge op en zijn dogaressa was Felicia Malipiero. Het echtpaar had twee zonen, Pietro en Domenigo. Pietro Orseolo begon meteen met het herstellen van de rust in Venetië. Onder zijn leiding werden er in de stad ziekenhuizen gebouwd en schonk hij aandacht aan de zorg voor weduwen, wezen en pelgrims. Uit zijn eigen portemonnee betaalde hij ook de restauratie van de Basiliek van San Marco. In zijn positie als doge werd hij opgevolgd door Vitale Candiano en later zou ook zijn zoon Otto Orseolo doge worden.
Op 1 september 978 vertrok hij zonder afscheid te nemen uit Venetië samen met drie andere Venetianen, een van hen was Romualdus, om in te treden bij een benedictijnerabdij de Sant Miquel de Cuixa in Prades in Zuid-Frankrijk. Hier begon hij met het leven in ascese. Na enige tijd verliet hij het klooster om in de omringende bossen als heremiet te leven. Na zeven jaar als heremiet geleefd te hebben overleed Pietro Orseolo en werd hij begraven in de kerk van Prades.

## Verering
Al veertig jaar na zijn dood werd hij door een lokale bisschop erkend als een heilige. Het zou pas tot 1731 duren totdat paus Clemens XII Pietro Orseolo officieel heilig verklaarde. Zijn feestdag werd toen vastgesteld op 14 januari. Tijdens het Tweede Vaticaans Concilie werd de datum verschoven naar 10 januari, de sterfdag van Orseolo.